# Kartuzy (gmina)
Kartuzy est une gmina mixte du powiat de Kartuzy, Poméranie, dans le nord de la Pologne. Son siège est la ville de Kartuzy, qui se situe environ 29 km à l'ouest de la capitale régionale Gdańsk.
La gmina couvre une superficie de 205,28 km2 pour une population de 31 100 habitants en 2012.

## Géographie
Outre la ville de Kartuzy, la gmina inclut les villages de Bącz, Bernardówka, Bór-Okola, Borowiec, Borowo, Brodnica Dolna, Brodnica Górna, Bukowa Góra, Burchardztwo, Bylowo-Leśnictwo, Chojna, Cieszonko, Dzierżążno, Dzierżążno-Leśnictwo, Głusino, Grzebieniec, Grzybno, Grzybno Górne, Kaliska, Kalka, Kamienna Góra, Kamionka, Kamionka Brodnicka, Kępa, Kiełpino, Kolonia, Kosy, Kozłowy Staw, Krzewino, Łapalice, Lesińce, Leszno, Melgrowa Góra, Mezowo, Mirachowo, Młyńsko, Mokre Łąki, Nowa Huta, Nowinki, Nowiny, Olszowe Błoto, Ostowo, Pieczyska, Pikarnia, Pomieczyńska Huta, Prokowo, Prokowskie Chrósty, Przybród, Przytoki, Raj, Ręboszewo, Sarnówko, Sarnowo, Sianowo, Sianowo Leśne, Sianowska Huta, Sitno, Smętowo Chmieleńskie, Smętowo Leśne, Smolne Błoto, Staniszewo, Stara Huta, Stążki, Strysza Buda, Sytna Góra, Szade Góry, Szklana Huta, Szotowo, Ucisko et Złota Góra.
La gmina borde les gminy de Chmielno, Linia, Przodkowo, Sierakowice, Somonino, Stężyca, Szemud et Żukowo.

## Patrimoine
- Chartreuse de Paradisum Mariae